# Vanlandi
Vanlandi (en vieux norrois : Vanlanda, et en latin : Valander), également connu sous le nom de Vanlande (mort à Gamla Uppsala), est un roi légendaire de Suède appartenant à la dynastie des Ynglingar.
Il est le fils de Sveigðir et le père de Visbur.

## Biographie
Son nom signifie « Homme du Pays des Vanirs » en vieux norrois.
D'après la Saga des Ynglingar, il épouse Drífa, la fille de Snjár le Vieil, lors d'un séjour hivernal en Finlande. D'après François-Xavier Dillmann, il s'agirait plus exactement de la partie occidentale de la Finlande actuelle.
Il rentre à Gamla Uppsala au printemps en promettant de revenir auprès de sa femme avant trois ans. En voyant qu'il ne respecte pas sa promesse, Drífa fait appel à la sorcière Huld et lui demande de forcer Vanlandi à lui revenir ou le tuer. Vanlandi est pris du désir de retourner en Finlande, mais ses amis le détournent de cette idée. Il trouve alors la mort dans son sommeil, piétiné par la Mara.
Son corps est brûlé sur les rives de la Skutå, un affluant d'une rivière située au nord d'Uppsala.

## Repère géographique
Le nom du village de Skuttunge (sv) dérive de la rivière Skuta mentionné dans le poème norrois Ynglingatal où aurait été brûlé Vanlandi. La vallée dans laquelle s'écoulait la rivière a fait l'objet de plusieurs fouilles archéologiques afin d'analyser les restes squelettiques des tombes datant de la fin de l'âge du fer.

## Famille

### Mariage et enfants
De son union avec Driva Snaersdotter, fille de Snær (en), il eut :
- Visbur.

## Galerie

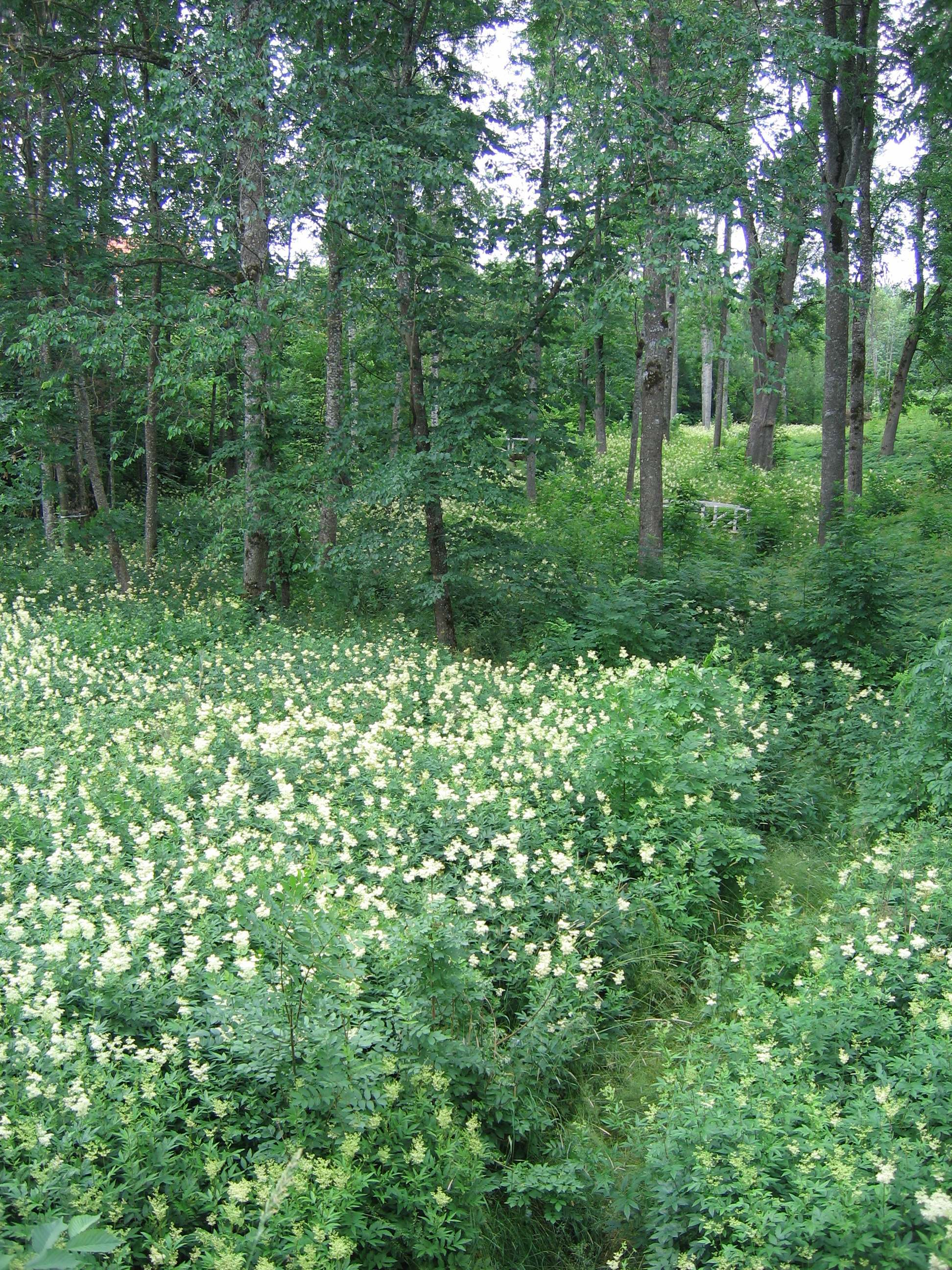
La rivière Skuttungeån (anciennement appelée Skutå), lieu d'incinération de Vanlandi.

### Sources
- Snorri Sturluson, La Saga des Ynglingar [détail des éditions].